# Nightingale
A Nightingale svéd progresszív metal zenekar. 1994-ben alakultak Örebro-ban. Dan Swanö alapította, eleinte gothic rock együttesként, miután megtetszett neki a The Sisters of Mercy hangzása. Második nagylemezük hangzása már sokkal inkább a hetvenes évek progresszív/hard rock együtteseinek hangzására hasonlított.

## Tagok
- Dan Swanö - ének, gitár, billentyűk (1994–)
- Dag Swanö (Tom Nouga) - basszusgitár, gitár, billentyűk, ének (1996–)
- Tom Björn - dob (2000-)
- Erik Oskarsson - basszusgitár (2000–)

## Diszkográfia
- 1995 - The Breathing Shadow
- 1996 - The Closing Chronicles
- 2000 - I
- 2003 - Alive Again
- 2004 - Invisible
- 2005 - Nightfall Overture (korábban felvett dalok újra rögzített változata)
- 2007 - White Darkness
- 2014 - Retribution
- 2017 - Rock Hard Live (koncertalbum)